# Транссибирска магистрала
Транссибирската магистрала или Транссибирска железопътна линия (на руски: Транссибирская магистраль, Транссиб) е мрежа от железопътни линии, свързващи Москва и цялата Европейска част на Русия с Далечния Изток на Русия, както и с Монголия, Китай и Корея.
С дължина от 9288,2 км това е най-дългата железопътна линия в света. Това е единствената напълно изградена трансконтинентална железопътна линия в света.

## Строителство
Официално строителството започва на 19 (31) май 1891 година в район около Владивосток. На церемонията за начало на работите по обекта първа копка прави собственоръчно княз Николай Александрович, бъдещият руски император Николай II.
Де факто строителството започва по-рано: в началото на март 1891 г. от участъка Миас — Челябинск. Според предварителните планове стойността на строежа на железопътната линия е трябвало да възлезе на 350 милиона златни рубли, но по данни на „Советская историческая энциклопедия“ окончателният разход е бил многократно повече. Част от материалите за строителството са били доставени по Северния морски път. Ученият-хидролог Николай Морозов превежда 22 парахода от Мурманск до устието на Енисей.
Движението на влаковете по Транссибирската магистрала започва на 21 октомври (3 ноември) 1901 година, с полагането на релсите на последния участък от строителството на Китайско-източната железопътна линия. Редовните влакове между столицата на Руската империя Санкт-Петербург и тихоокеанските руски пристанища Владивосток и Порт Артур тръгват през юли 1903 г., когато Китайско-източната железопътна линия, преминаваща през Манджурия, влиза в експлоатация.
На 1 (14 юли) 1903 г. Транссибирската магистрала е пусната в експлоатация заедно с всички свои разклонения, с изключение на това през Байкал, където композициите са превозвани с ферибот. Непрекъснатият релсов път между Санкт-Петербург и Владивосток става факт след заработването на Крайбайкалската жп линия на 18 септември (1 октомври) 1904 г. Година по-късно – на 16 (29) октомври 1905 година, Крайбайкалската жп линия е приета официално в експлоатация като участък от Транссибирската магистрала и редовните пътнически влакове за пръв път в историята имат възможност да изминат по релси разстоянието от бреговете на Атлантическия океан (от Западната част на Европа) до тези на Тихия океан (до Владивосток).
След края на Руско-японската война (1904 – 1905 г.) възниква опасност от загуба на Манджурия и на контрола над Китайско-източната железопътна линия, съответно над източната част на Транссибирската магистрала. Налага се продължаване на строителството, за да може трасето на железния път да преминава само през територията на Руската империя. Строителните дейности на територията на Руската империя завършват на 5 (18) октомври 1916 година с пускането в експолатация на Хабаровския мост над река Амур. Стойността на строителството на Транссибирската магистрала от 1891 до 1916 година възлиза на 1,5 милиарда рубли.
През периода 1990 – 2000 г. са проведени редица мерки за увеличаване на пропускателната способност на железопътната магистрала. Реконструиран е железопътният мост над река Амур до Хабаровск с втори коловоз, което прави възможно тунелът под Амур да се затвори за ремонт. От 1990-те години се извършва реконструкция на Хинганските тунели. По същото време железопътният „Царски мост“ над Енисей при Красноярск е изведен от експлоатация и заменен с нов.
През 2002 г. е завършена пълната електрификация на магистралата. На 11 януари 2008 г. Китай, Монголия, Русия, Беларус, Полша и Германия сключват споразумение за проект за оптимизация на товари и съобщения Пекин – Хамбург. През 2011 година транзитът превишава 15 милиона тона. През 2013 г. влиза в експлоатация втора връзка между китайските железопътни линии и Транссибирската магистрала. Времето за транзитно пътуване между Китай и Германия по този железен път е сведено до 11 – 15 дни, което е поне с 20 дни по-малко от необходимото за морския транспорт.

## Реконструкция
Правителството на Русия е утвърдило проект за модернизация на Байкало-амурската (БАМ) и Транссибирската магистрала. По проект общият обем на инвестициите до 2018 година възлиза на 560 милиарда рубли. От тях 110 милиарда ще бъдат отпуснати от държавния бюджет, 150 милиарда – от Фонда за национално благосъстояние и още 300 милиарда – по инвестиционна програма на Руските железници. Планира се също и изграждане на мост или тунел до о. Сахалин.

## Отсечки
Северна
Москва – Ярославъл – Киров – Перм – Екатеринбург – Тюмен – Омск – Новосибирск – Тайга – Красноярск – Владивосток.
Нова
Москва – Нижни Новгород – Киров – Перм – Екатеринбург – Тюмен – Омск – Новосибирск – Тайга – Красноярск – Владивосток.
Южна
Москва – Муром – Арзамас – Канаш – Казан – Екатеринбург – Тюмен – Омск – Барнаул – Новокузнецк – Абакан – Тайшет – Иркутск – Улан Уде – Чита – Хабаровск – Владивосток.
Историческа
Москва – Рязан – Рузаевка – Самара – Уфа – Златоуст – Миас – Челябинск – Курган – Петропавловск – Омск - Новосибирск – Тайга – Красноярск – Владивосток.

### Транссибирска линия
Няма точно определена Транссибирска линия, тъй като съществуват много алтернативни отсечки, които могат да бъдат комбинирани по различен начин. Често използван маршрут е следният:
Москва – Владимир – Нижни Новгород – Киров – Перм – Екатеринбург – Тюмен – Омск – Новосибирск – Красноярск – Тайшет – Иркутск – Улан Уде – Чита – Биробиджан – Хабаровск – Усурийск – Владивосток – Пхенян.

### Трансманджурска линия
Трансманджурската линия се използва от влак № 020 Москва Ярославская – Пекин в частта ѝ след Чита. Той пътува около 7 дни от Москва до Пекин.
Вече не се изпълняват директни пътнически превози по първоначалната Трансманджурска линия – от Русия западно от Манджурия през Харбин (Китай) до Владивосток поради административни и технически (смяна на коловоза) затруднения при двойното преминаване на границата.

## Любопитно
- Въпреки че Владивосток е крайна гара на Транссибирската магистрала, от разклонението на Находка има по-отдалечени от Москва гари като Нос Астафиева и Пристанище Изток.
- По Транссибирската магистрала е преминавала композицията с най-дългия маршрут в света – влак № 53/54 Харков – Владивосток, изминавал пътя от 9714 километра за 7 дни, 6 часа и 10 минути. От 15 май 2010 година този маршрут е съкратен до гара Уфа, а от ноември 2011 година влакът е спрян окончателно.
- Най-бързият влак на Транссибирската магистрала е влак № 1/2 „Русия“ (Москва – Владивосток). Той преодолява разстоянието за 6 дни, 1 час и 59 минути (средна скорост 64 км/ч). Влак № 3/4 Москва – Пекин и влак № 5/6 Москва – Улан Батор обаче преминават участъка Иркутск – Москва с 1 час по-бързо от влак № 1/2 „Русия“.
- На Ярославската гара в Москва, в Новосибирск, както и във Владивосток са монтирани специални километрични стълбове с означения за разстоянието по магистралата: „0 км“ от едната страна и „9298 км“ (в Москва), „3336 км“ (в Новосибирск), „9288 км“ (във Владивосток).
- През 1970-те и 1980-те години по Транссибирската магистрала се е планирало да бъде пуснат директен вагон Москва - Ханой, който би имал най-дългия маршрут в световната история – 11 967 км, но той извършва само няколко курса по това направление.